# Dinamo Boekarest

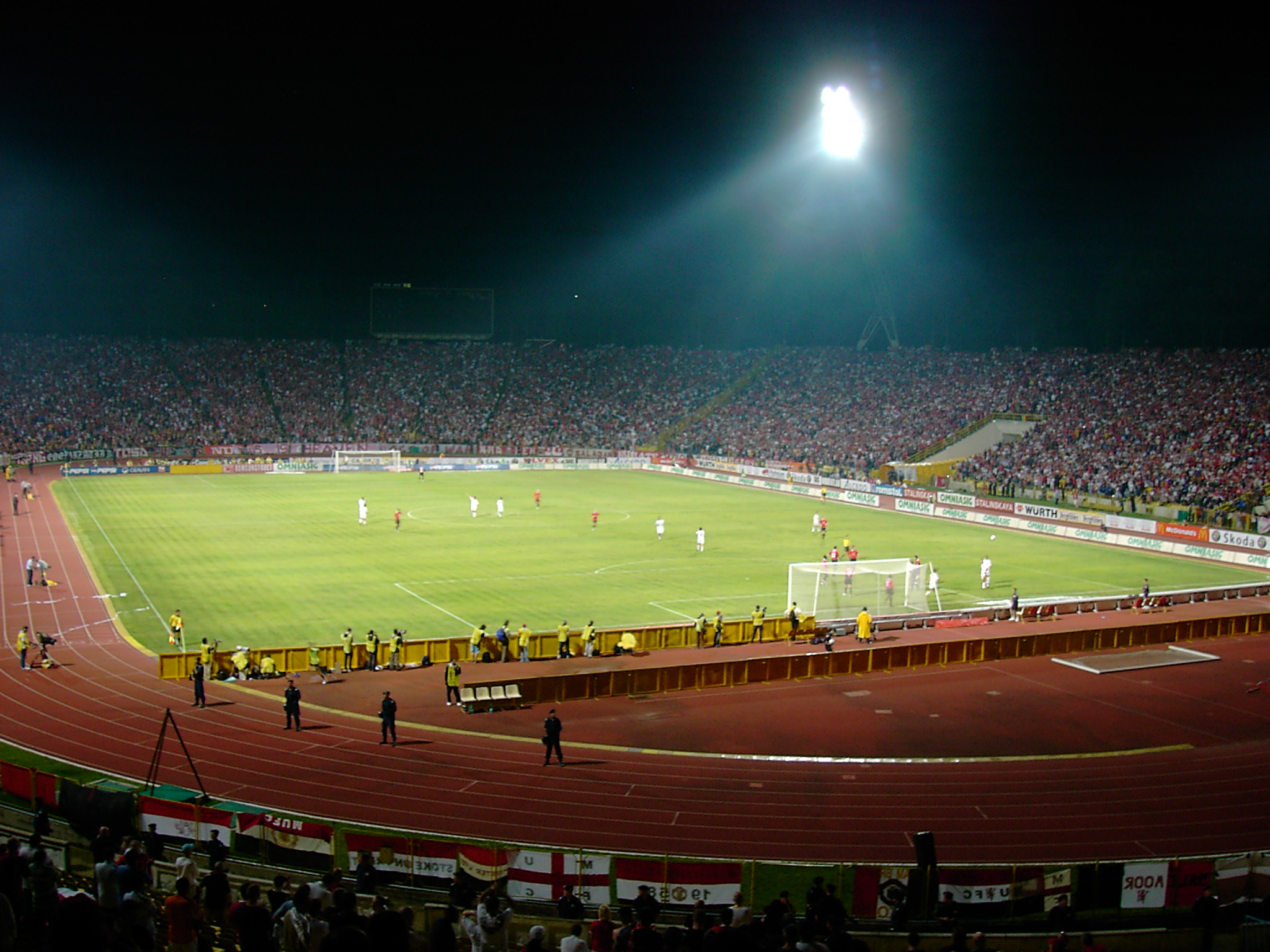
Dinamo-Manchester United

FC Dinamo Boekarest is de voetbalafdeling van de omnisportvereniging CS Dinamo uit Boekarest, Roemenië. Dinamo ontstond op 14 mei 1948 door de samenvoeging van de clubs Unirea Tricolor Boekarest en Ciocanul Boekarest. Binnen de omniclub worden 27 sport(disciplines) beoefend.
De thuiswedstrijden van de FC worden in het Ștefan cel Mare gespeeld, dat circa 15.300 plaatsen heeft. Op het logo van Dinamo staan twee rode honden op een witte achtergrond, waardoor de club ook wel Câinii Roșii (Rode Honden) wordt genoemd. De clubkleuren zijn ook rood en wit.
Dinamo is op Steaua na de succesvolste voetbalclub van het land.

## Erelijst
- Roemeens landskampioenschap

(18x) in 1955, 1962, 1963, 1964, 1965, 1971, 1973, 1975, 1977, 1982, 1983, 1984, 1990, 1992, 2000, 2002, 2004, 2007
- Roemeense beker

(13x) in 1959, 1964, 1968, 1982, 1984, 1986, 1990, 2000, 2001, 2003, 2004, 2005, 2012
- Roemeense Supercup

(2x) in 2005, 2012
- Roemeense League Cup

(1x) in 2017

## Eindklasseringen
| 5 |

| 1 |

| 7 |

| 1 |

| 2 |

| 1 |

| 2 |

| 1 |

| 5 |

| 2 |

| 5 |

| 2 |

| 1 |

| 1 |

| 1 |

| 2 |

| 4 |

| 2 |

| 2 |

| 2 |

| 1 |

| 3 |

| 1 |

| 2 |

| 3 |

| 3 |

| 5 |

| 3 |

| 6 |

| 2 |

| 1 |

| 2 |

| 1 |

| 6 |

| 1 |

| 2 |

| 3 |

| 1 |

| 4 |

| 3 |

| 6 |

| 6 |

| 5 |

| 6 |

| 4 |

| 7 |

| 4 |

| 3 |

| 7 |

| 9 |

| 13 |

| 12 |

| 14 |

| 4 |

| 13 |

| 6 |

| Liga 1 | Liga 2 |

Tot 2006/07 stond de Liga 1 bekend als de Divizia A. 

## In Europa
Dinamo heeft tot nu toe nog nooit een titel behaald in het Europees clubvoetbal. Hoogtepunten waren het bereiken van de halve finale van de Europa Cup I (als eerste Roemeense club) in het seizoen 1983/84, waarin Dinamo verloor van Liverpool FC, en het bereiken van de halve finale van de Europacup II in het seizoen 1989/90, waarin RSC Anderlecht te sterk was.
Dinamo Boekarest speelt sinds 1956 in diverse Europese competities. Hieronder staan de competities en in welke seizoenen de club deelnam:
- Champions League (5x)

1992/93, 2000/01, 2002/03, 2004/05, 2007/08
- Europacup I (13x)

1956/57, 1962/63, 1963/64, 1964/65, 1965/66, 1971/72, 1973/74, 1975/76, 1977/78, 1982/83, 1983/84, 1984/85, 1990/91
- Europa League (5x)

2009/10, 2010/11, 2011/12, 2012/13, 2017/18
- Europacup II (5x)

1968/69, 1986/87, 1987/88, 1988/89, 1989/90
- UEFA Cup (18x)

1974/75, 1976/77, 1979/80, 1981/82, 1985/86, 1991/92, 1993/94, 1994/95, 1995/96, 1997/98, 1999/00, 2001/02, 2003/04, 2004/05, 2005/06, 2006/07, 2007/08, 2008/09
- Intertoto Cup (1x)

1996
- Jaarbeursstedenbeker (1x)

1970/71

## Bekende (oud-)spelers
- Rodion Cămătaru
- Cosmin Contra
- Marian Damaschin
- Ion Nunweiller
- Dudu Georgescu
- Cătălin Hîldan
- Khalid Fouhami
- Michael Klein
- Valentin Lazăr
- Bogdan Lobonț
- Mircea Lucescu
- Dorin Mateuț
- Nicolae Mitea
- Dorinel Munteanu
- Adrian Mutu
- Marius Niculae
- Gbenga Okunowo
- Jaime Penedo
- Florentin Petre
- Bogdan Stelea
- Daniel Timofte
- Dorin Rotariu

## Dinamo II
In 2004 werd Dinamo II opgericht, dat als tweede elftal van Dinamo dient. Sinds de club in 2007 kampioen werd in de "Liga 3" komt ze uit in de Liga 2. Er wordt gespeeld in het Stadionul Florea Dumitrache dat voorheen gebruikt werd door Victoria Boekarest en plaats biedt aan 1.500 toeschouwers.